# Средний Булай
Средний Булай — деревня в Черемховском районе Иркутской области России. Входит в состав Алехинского муниципального образования. Находится примерно в 20 км к югу от районного центра.

## Население
| 2002 | 2010 | 2011 | 2012 |
| ---- | ---- | ---- | ---- |
| 222  | ↗233 | ↘232 | ↗233 |